# Дуумвират
Дуумвира́т (соуправление; лат. duumviratus, от duo — два и vir — муж) — система управления государством или организацией, возглавляемая двумя равноправными лицами.

## Характеристика
В Древнем Риме дуумвиратом называлась должность, которая занималась двумя людьми. Примером этого политического института были консулы, что избирались в Риме. Участник дуумвирата именовался дуумвиром. Они присутствовали как в римской, так и в провинциальных городских администрациях, преимущественно в Западной Римской империи. В этих городах ежегодно назначали двух управляющих.
В Спарте правили всегда два царя из двух династий: Агиадов и Эврипонтидов. В Карфагене также существовала система дуумвирата. Этот город управлялся двумя выборными лицами.
В истории иудаизма был ряд еврейских законоучителей, мудрецов Талмуда, выступавших «парами»; в иерусалимском Талмуде есть указание на то, что «пары» существовали уже в поколении, следующем за Моисеем.
В Средневековье традиция была перенята европейскими монархиями. Князья и короли заключали договоры со своими родственниками или прочими личностями про общее владение, — это осуществлялось во избежание войны между конфликтующими сторонами. Две стороны были равноправными партнёрами.
В Древней Руси примером дуумвирата служит соуправление братьев Романовичей: Даниила и Василька, а также братьев Юрьевичей: Андрея и Льва, правивших Галицко-Волынским княжеством. Также дуумвиратом считается соуправление Ярослава и Мстислава Владимировичей Русью после подписания в 1024 году братьями договора в Городце под Киевом. По договору Ярославу отходил Киев и правая сторона Днепра, Мстиславу же доставалась левая сторона с Черниговом и Переяславлем. Дуумвират продлился до 1036 года, когда умер Мстислав, после чего его территории Ярослав взял себе.
В России с 1682 по 1696 годы правил царский дуумвират: Пётр и Иван Алексеевичи. Лишь со смертью Ивана V Пётр I стал единоличным правителем России.
В наши дни яркими примерами дуумвирата служат государственная система Андорры, возглавляемая президентом Франции и епископом Урхельским (при наличии, однако, единоличного главы правительства) и государственная система республики Сан-Марино с двумя капитанами-регентами.

## В Российской Федерации
После победы на выборах в 2008 году президентом Российской Федерации стал Дмитрий Медведев. Предыдущий президент Владимир Путин поддерживал своего преемника, а после выборов занял пост председателя правительства. Сложилась ситуация «правящего тандема», когда старший по должности президент и более опытный председатель правительства фактически разделили между собой обязанности по управлению государством. Некоторые аналитики назвали её современным дуумвиратом («тандемократия»).

После выборов 2012 года президентом снова стал Владимир Путин, а Дмитрий Медведев занял пост председателя правительства.